# Telcze
Telcze (ukr. Тельчі) – wieś na Ukrainie, w obwodzie wołyńskim w rejonie maniewickim. Liczy 590 mieszkańców.